# Monteverdi Sierra

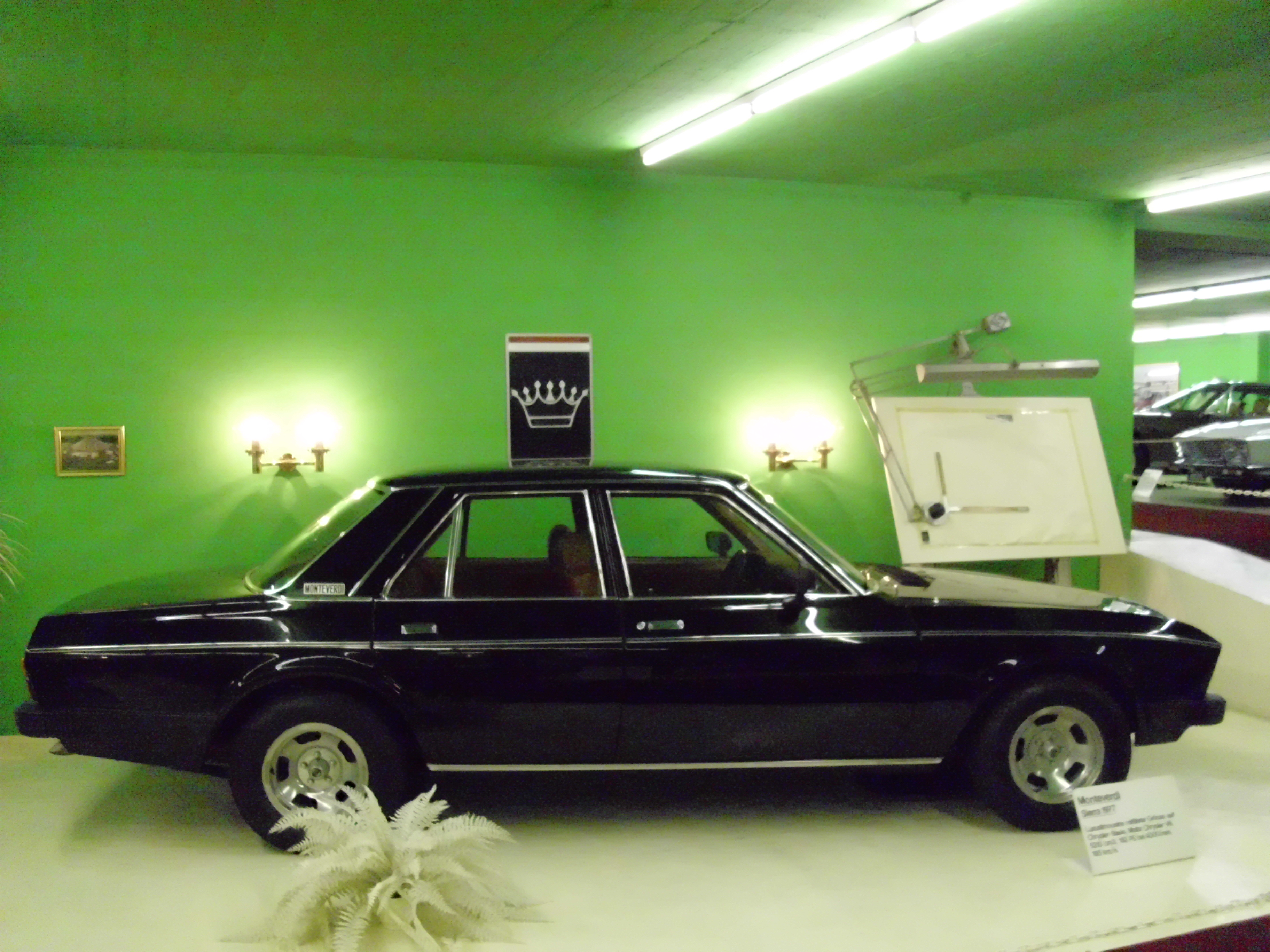
Monteverdi Sierra sedan, zijaanzicht

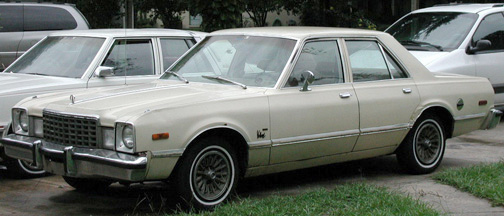
Plymouth Volaré, het basisvoertuig voor de Sierra (Chrysler F-platform)

De Monteverdi Sierra is een luxe sedan uit de topklasse die van 1977 tot 1982 geproduceerd werd door de Zwitserse autofabrikant Monteverdi. De wagen, gebaseerd op de Dodge Aspen sedan, was de opvolger van de High Speed-serie en werd slechts in beperkte oplage geproduceerd.

## Geschiedenis
Monteverdi was met zijn High Speed-serie sinds 1967 actief op de markt voor dure luxe voertuigen. Door de oliecrisis van 1973 nam de belangstelling voor zware, benzineverslindende sportwagens en luxe berlines echter sterk af. De Sierra was het antwoord van Monteverdi op deze oliecrisis. De Sierra was kleiner, lichter en goedkoper dan de High Speed. Tegelijkertijd kaderde de wagen in de nieuwe bedrijfsstrategie om de focus te verleggen van snelle sportwagens naar voertuigen die gekenmerkt werden door luxe en comfort.
De Sierra was een zogenaamde "boetiekauto", een concept waarbij de carrosseriestructuur, de aandrijflijn en het chassis van een bestaand voertuig overgenomen werd maar waar de carrosserie en het interieur grondig aangepast werden. Zo kon Monteverdi de ontwikkelingskosten van een nieuw model drastisch drukken. Monteverdi had dit concept een jaar eerder al met succes gebruikt voor zijn Safari-terreinwagen.

## Specificaties
Als basis voor de Sierra koos Monteverdi het F-platform van de Amerikaanse autofabrikant Chrysler. Dit platform werd sinds 1976 gebruikt voor de Dodge Aspen en de vrijwel identieke Plymouth Volaré. Chrysler concurreerde met deze modellen op de Amerikaanse markt tegen geïmporteerde luxewagens zoals de Mercedes-Benz "Strich-Acht".
Monteverdi nam het chassis, de aandrijflijn, de volledige passagiersruimte, de beglazing en grote delen van de carrosseriepanelen, zoals het dak en de deuren, van Chrysler over.
De uiterlijke verschillen tussen de Sierra en de Plymouth Volaré bestonden vooral uit een hertekende voor- en achterkant. Carrozzeria Fissore had hiervoor een Europees ogend ontwerp ontwikkeld. De Sierra had licht gebogen voorspatborden die deden denken aan de lijnen van de High Speed-serie. De voorzijde had een verchroomd radiatorrooster met dubbele koplampen van de Fiat 124 en richtingaanwijzers van de Fiat 125, wat een familiegelijkenis met de Safari creëerde. De achterzijde met achterlichten van de Renault 12 was eerder hoekig en deed denken aan de High Speed 375/4. De smalle bumpers die grotendeels met kunststof bekleed waren gaven de Sierra een veel sportiever uitzicht dan de Dodge Aspen.
Monteverdi koos voor de Sierra uitsluitend de twee grootste motoren van de Plymouth Volaré: een 5,2L V8-motor en een 5,9L V8-motor, die respectievelijk 168 pk en 180 pk leverden. Het vermogen werd afgeleverd op de achteras via een drietraps automatische versnellingsbak van Chrysler.
Het interieur werd aanzienlijk opgewaardeerd met lederen zetels van BMW, nieuwe dashboard-instrumenten en een aangepaste middenconsole met de behuizing voor de radio.

## Modellen

### Sedan
Het standaardmodel van de Sierra was de vierdeurs sedan, die verkocht werd van 1977 tot 1982. Bij zijn introductie in 1977 bedroeg de basisprijs ongeveer 69.000 CHF. De standaarduitrusting bevatte lederen bekleding, stuurbekrachtiging en elektrisch bediende ramen. Airconditioning en centrale vergrendeling waren verkrijgbaar in optie.

### Cabriolet
In 1978 presenteerde Monteverdi op het Autosalon van Genève een cabrioletversie van de Sierra, die gebaseerd was op de Dodge Diplomat coupé. De nieuwprijs bedroeg 89.000 CHF. Hoewel de wagen nauwelijk concurrentie kende in het segment van de vierzits luxe cabrio's, bleef het verwachte succes uit en werden er slechts twee exemplaren gebouwd.

### Stationwagen
Een andere variant van de Sierra was de vijfdeurs stationwagon uit 1980, op basis van de Dodge Aspen Station Wagon. De voorkant was identiek aan de andere Sierra-modellen. Aan de achterkant werden de bumpers en achterlichten van de Peugeot 504 stationwagen gebruikt, waardoor een familiegelijkenis met de Safari ontstond. Het bleef echter bij een enkel exemplaar, naar verluidt omdat Peter Monteverdi nog geen markt zag voor luxe stationwagens.

## Productie
De Sierra zou bij Carrozzeria Fissore gebouwd worden, maar omdat de productiecapaciteit van Fissore bijna volledig ingenomen werd door de bouw van de Safari werden de meeste Sierra-modellen geproduceerd door Wenger Carrosserie/Fahrzeugbau in Bazel.
Hoeveel Sierra sedans er tussen 1977 en 1982 gebouwd zijn is niet bekend. De schattingen van het productievolume lopen sterk uiteen, maar op het internet circuleren gegevens over een twintigtal exemplaren.
De productie van de Sierra eindigde in 1982 toen Chrysler de Dodge Aspen en de Plymouth Volaré uit de markt nam. Toen Ford echter in 1982 de Ford Sierra op de markt bracht zonder eerst de naam te verifiëren, was het bedrijf genoodzaakt om een vergoeding aan Monteverdi te betalen voor elke geproduceerd exemplaar.

## Galerij

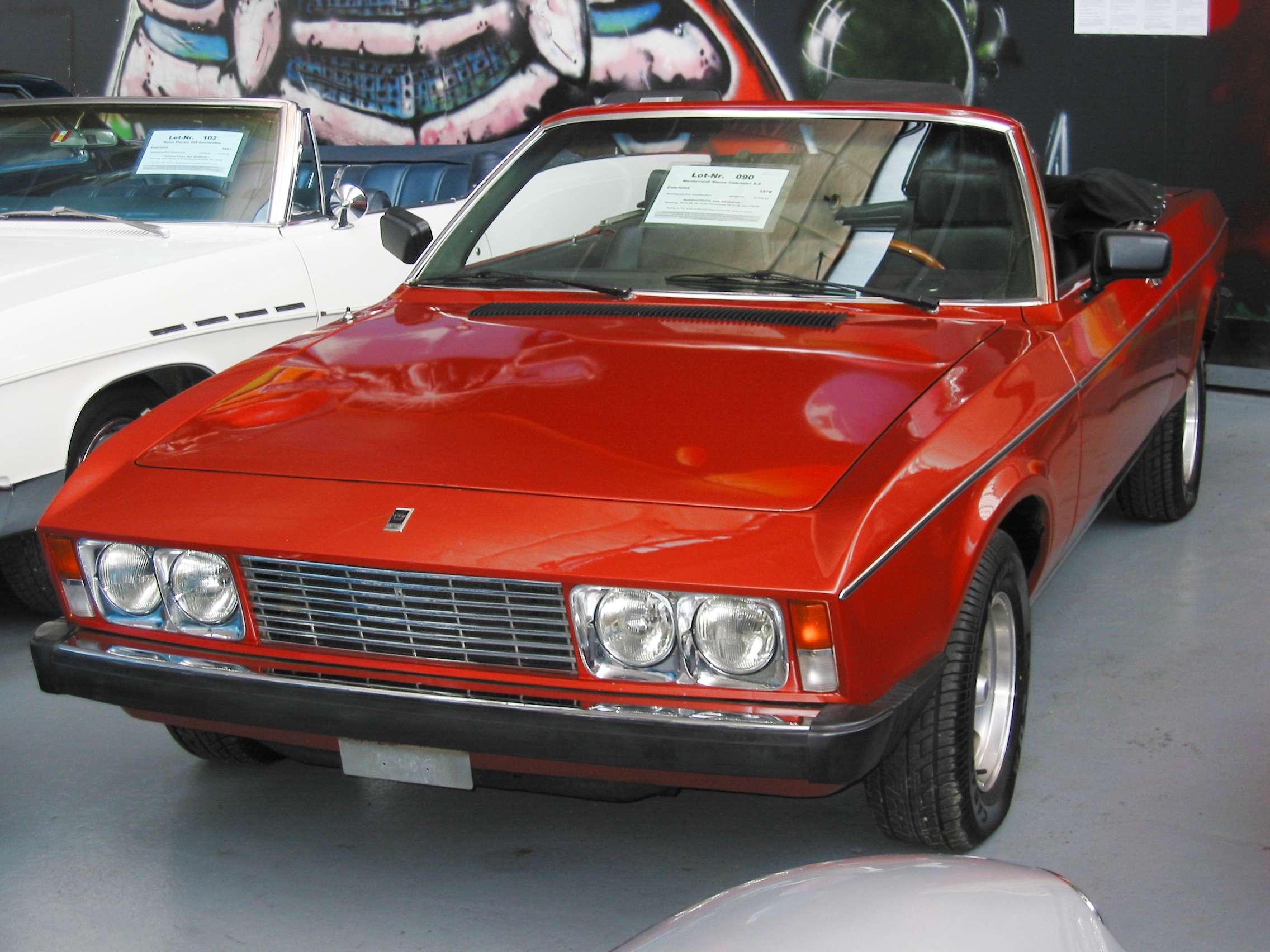
Sierra Cabrio (1978)
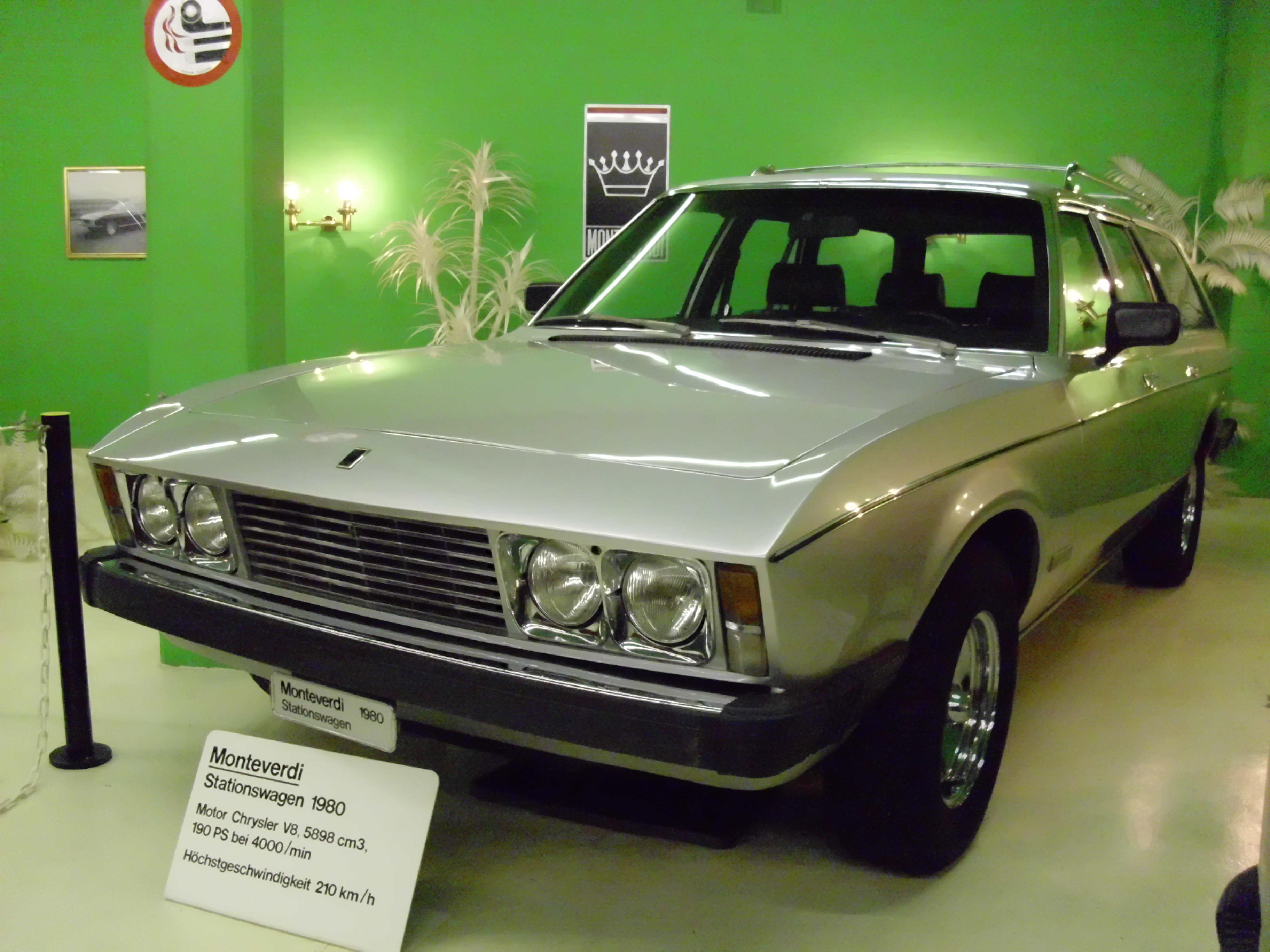
Sierra Station Wagon (1980)
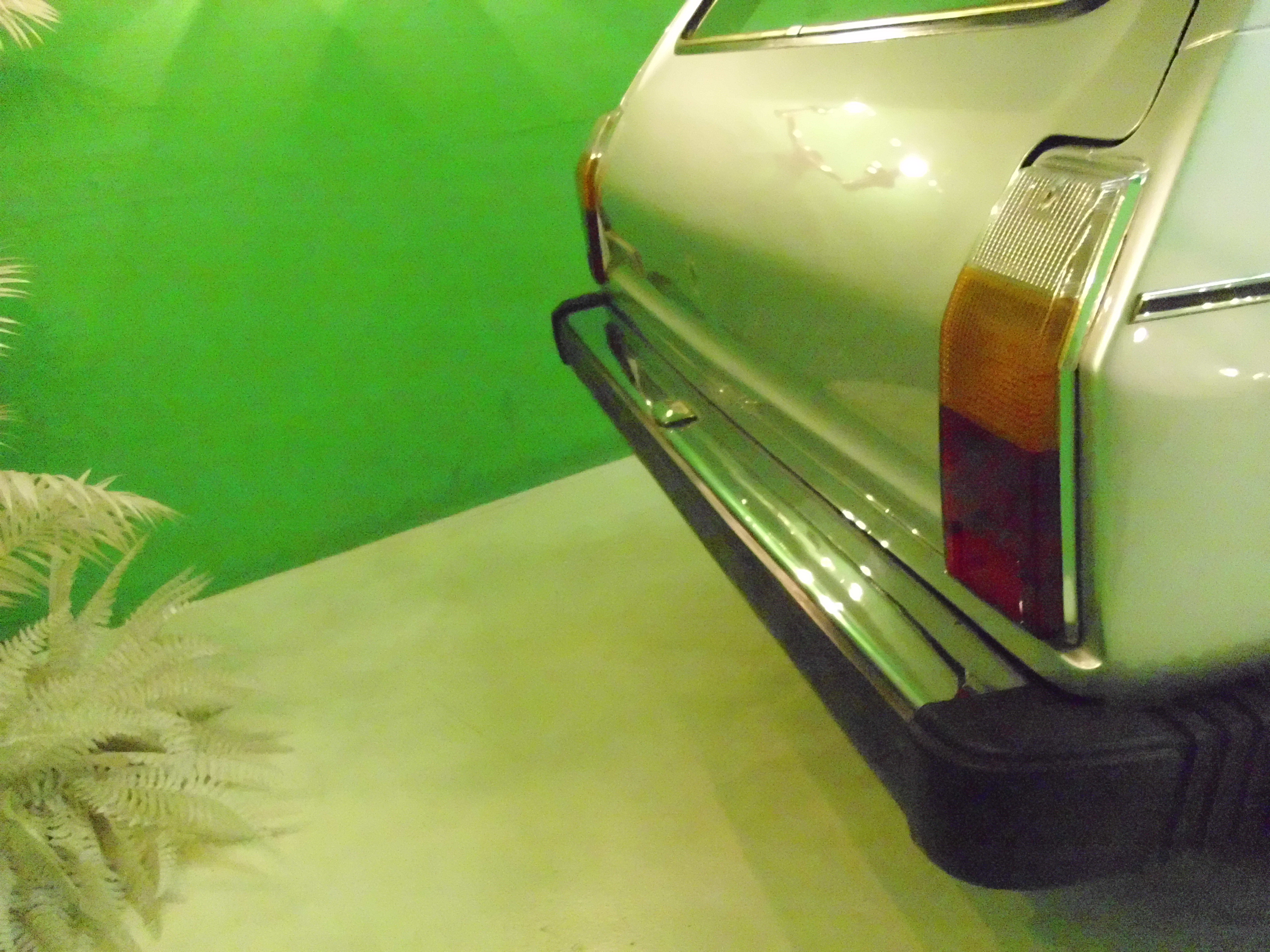
Sierra Station Wagon met achterlichten van de Peugeot 504 stationwagen
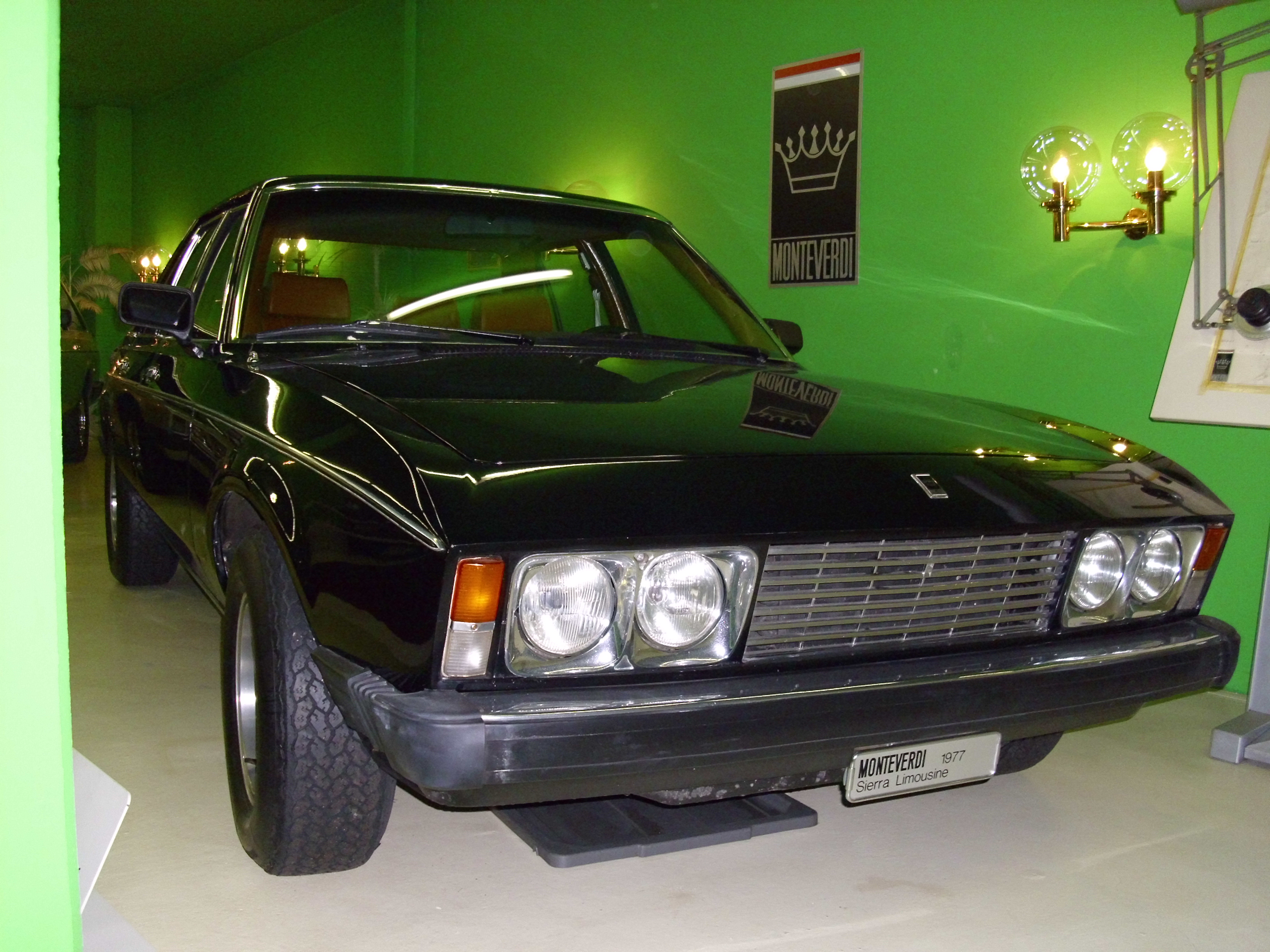
Vooraanzicht met de dubbele koplampen en richtingaanwijzers van Fiat
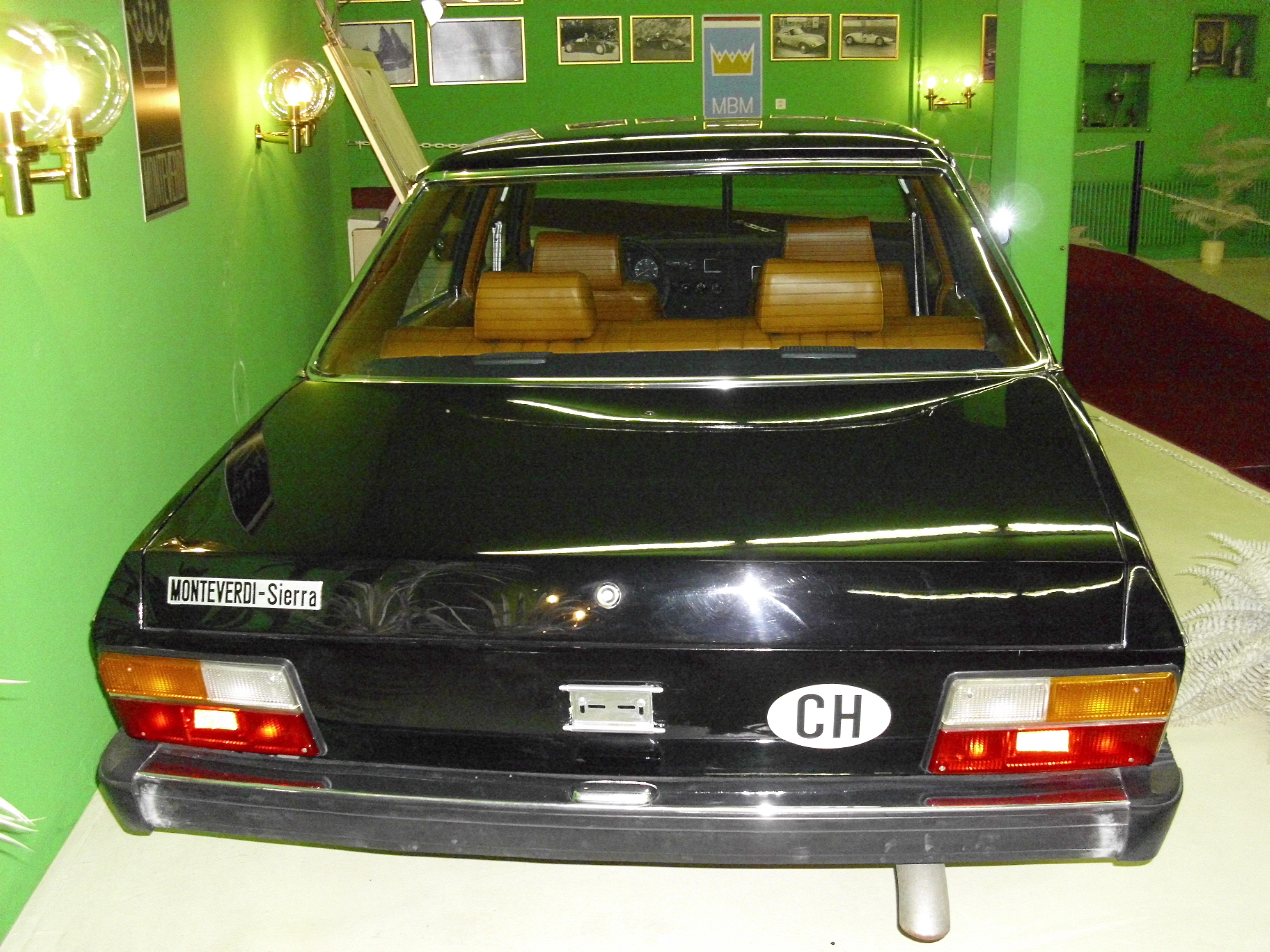
Achteraanzicht met de achterlichten van de Renault 12
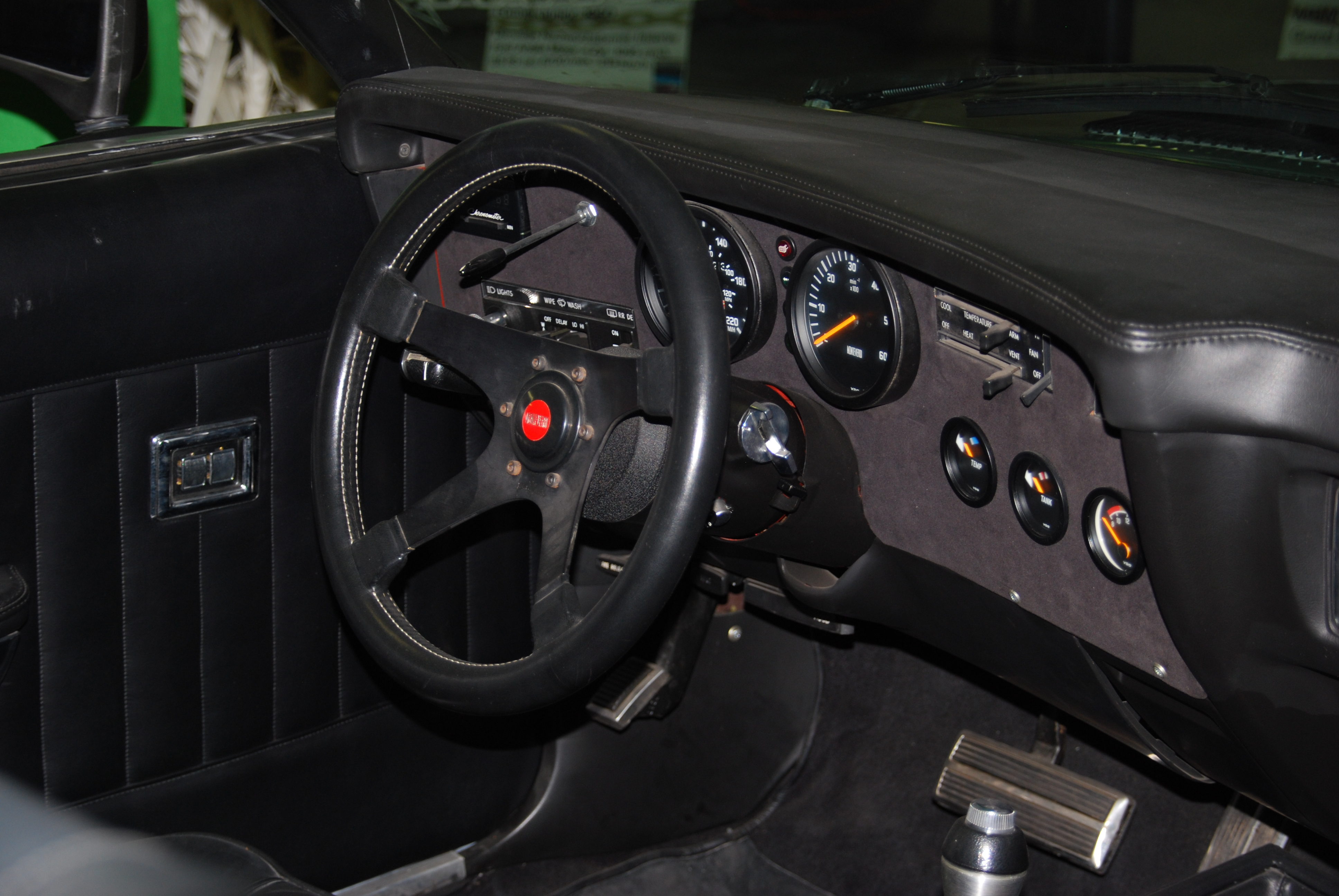
Dashboard van de Monteverdi Sierra